# Przymierze z Maryją
Przymierze z Maryją – polski dwumiesięcznik o profilu konserwatywno-katolickim, wydawany w Krakowie przez Stowarzyszenie Kultury Chrześcijańskiej im. ks. Piotra Skargi (a w przeszłości przez krótki czas przez Instytut Edukacji Społecznej i Religijnej im. ks. Piotra Skargi). Pismo ukazuje się od października 2001 roku i jest kolportowane w nakładzie ok. 250 000 egzemplarzy. Redaktorem naczelnym jest Bogusław Bajor, natomiast funkcję zastępcy redaktora naczelnego pełni Adam Kowalik.

## Tematyka
Główne tematy podejmowane przez redakcję oscylują wokół wiary, Kościoła Katolickiego, rodziny, cywilizacji. Do stałych rubryk „Przymierza z Maryją” należą: Rodzina, Nasze Kampanie, Słowo Kapłana, Święte Wzory, Listy od Przyjaciół, Środowiska-Zwyczaje-Cywilizacje. 